# 2. Eishockey-Bundesliga 1999/2000
Die Saison 1999/2000 war die zweite Spielzeit der neuen zweithöchsten deutschen Spielklasse und die erste, die unter dem Namen 2. Bundesliga ausgetragen wurde. Im Gegensatz zur Vorsaison, in der die Liga noch unter dem Begriff Bundesliga ausgespielt wurde, bekam die Spielklasse in dieser Saison nach Vereinbarung zwischen der Deutschen Eishockey Liga und dem Deutschen Eishockey-Bund wieder den „alten“ Namen 2. Bundesliga. Am Spielbetrieb nahmen 16 Mannschaften teil.

## Voraussetzungen

### Teilnehmer
| - EC Bad Nauheim - EC Bad Tölz - SC Bietigheim-Bissingen - Braunlager EHC/Harz - Düsseldorfer EG - EHC Freiburg - SC Riessersee - Grefrather EV - Crocodiles Hamburg - Heilbronner EC - ERC Ingolstadt - Iserlohner EC - EHC Neuwied - GEC Nordhorn - ES Weißwasser - EC Wilhelmshaven-Stickhausen |

Von den Teilnehmern der Vorsaison stieg der Meister ESC Moskitos Essen in die DEL auf und die Erding Jets in der Qualifikationsrunde in die Eishockey-Oberliga 1999/2000 ab. Die Play-off-Teilnehmer der Abschlusstabelle EC Bad Nauheim, Düsseldorfer EG, GEC Nordhorn, EHC Freiburg, Iserlohner EC, Braunlager EHC/Harz und SC Riessersee waren direkt qualifiziert. Die Mannschaften ERC Ingolstadt, Tölzer Löwen,  Grefrather EV,  EHC Neuwied,  Heilbronner EC,  ES Weißwasser,  SC Bietigheim-Bissingen,  EC Wilhelmshaven-Stickhausen und GEC Nordhorn qualifizierten sich über die Qualifikationsrunde der Vorsaison für die Liga. Die Crocodiles Hamburg verblieben aufgrund des Aufstiegs der Essener Moskitos und des Verzichtes der in der Qualifikationsrunde der Vorjahressaison besser platzierten Mannschaften ETC Crimmitschau und Erding Jets in der Liga.

### Modus
Als Modus wurde vereinbart, dass nach Abschluss der Vorrunde die Mannschaften auf den Plätzen 1 bis 12 eine Platzierungsrunde mit Mitnahme der Punkte ausspielen. Ursprünglich sollten die weiteren Mannschaften mit den Oberligisten erst eine Platzierungsrunde ausspielen und dann dort an den Aufstiegsplayoff teilnehmen. Nachdem im November 1999 zuerst der GEC Nordhorn und im Januar 2000 der EHC Neuwied Insolvenz anmelden mussten und schließlich der Grefrather EV seinen Spielbetrieb komplett einstellte, blieb nur noch der Braunlager EHC/Harz übrig, der in der Platzierungsrunde der Oberliga Süd den Spielbetrieb fortsetzte.
Nach der Platzierungsrunde nahmen die acht besten Teams dieser Runde an den Meisterschafts-Play-offs teil, während für die Teilnehmer auf Platz 9 bis 12 die Saison vorzeitig beendet war.
Im Play-off-Finale setzte sich die Düsseldorfer EG gegen den ERC Ingolstadt durch und stellte Antrag auf Wiederaufnahme in die Deutsche Eishockey Liga, dem von der DEL stattgegeben wurde. Anschließend versuchte zunächst die Mannschaft der Crocodiles Hamburg erfolglos, die zum Verkauf ausstehende DEL-Lizenz der Starbulls Rosenheim zu erwerben, was dann dem Iserlohner EC gelang.

## Vorrunde

### Abschlusstabelle
| Pl. | Verein                           | Spiele | S3 | S2 | N1 | N0 | Tore    | Punkte |
| --- | -------------------------------- | ------ | -- | -- | -- | -- | ------- | ------ |
| 1.  | EHC Freiburg                     | 28     | 17 | 5  | 1  | 5  | 137:90  | 62     |
| 2.  | ERC Ingolstadt                   | 28     | 17 | 4  | 2  | 5  | 123:76  | 61     |
| 3.  | Düsseldorfer EG                  | 28     | 17 | 2  | 2  | 7  | 109:76  | 57     |
| 4.  | EHC Neuwied                      | 28     | 16 | 3  | 3  | 6  | 106:80  | 57     |
| 5.  | Heilbronner EC                   | 28     | 13 | 2  | 2  | 11 | 94:82   | 45     |
| 6.  | Crocodiles Hamburg               | 28     | 12 | 3  | 3  | 10 | 90:81   | 45     |
| 7.  | EC Bad Nauheim                   | 28     | 11 | 4  | 3  | 10 | 108:88  | 44     |
| 8.  | Tölzer Löwen                     | 28     | 13 | 1  | 2  | 12 | 110:101 | 43     |
| 9.  | SC Riessersee                    | 28     | 10 | 3  | 3  | 12 | 96:98   | 39     |
| 10. | ES Weißwasser                    | 28     | 9  | 3  | 5  | 11 | 104:112 | 38     |
| 11. | Iserlohner EC                    | 28     | 10 | 3  | 1  | 14 | 106:97  | 37     |
| 12. | SC Bietigheim-Bissingen (N)      | 28     | 10 | 1  | 4  | 13 | 110:113 | 36     |
| 13. | EC Wilhelmshaven-Stickhausen (N) | 28     | 9  | 2  | 2  | 15 | 86:90   | 33     |
| 14. | Braunlager EHC/Harz              | 28     | 5  | 4  | 6  | 13 | 115:118 | 29     |
| 15. | Grefrather EV                    | 28     | 1  | 0  | 1  | 26 | 58:250  | 4      |
|     | GEC Nordhorn                     |        |    |    |    |    |         |        |

Erläuterungen:       = Platzierungsrunde,       = Abstieg       = Spielbetrieb eingestellt
Die Mannschaften von Nordhorn, später auch Neuwied und Grefrath zogen sich wegen finanzieller Probleme aus der Meisterschaft zurück. Da nur der Braunlager EHC/Harz nicht die Play-offs erreichte, gab es weder eine Abstiegsrunde bzw. Play-down-Spiele.

## Platzierungsrunde

### Abschlusstabelle
| Pl. | Verein                       | Spiele | S3 | S2 | N1 | N0 | Tore    | Punkte |
| --- | ---------------------------- | ------ | -- | -- | -- | -- | ------- | ------ |
| 1.  | Düsseldorfer EG              | 50     | 31 | 3  | 2  | 14 | 180:132 | 101    |
| 2.  | ERC Ingolstadt               | 50     | 28 | 4  | 5  | 13 | 204:137 | 97     |
| 3.  | EHC Freiburg                 | 50     | 26 | 8  | 1  | 15 | 221:169 | 95     |
| 4.  | Tölzer Löwen                 | 50     | 25 | 3  | 3  | 19 | 190:155 | 84     |
| 5.  | EC Bad Nauheim               | 50     | 22 | 5  | 5  | 18 | 184:156 | 84     |
| 6.  | Iserlohner EC                | 50     | 24 | 3  | 2  | 21 | 189:160 | 80     |
| 7.  | Crocodiles Hamburg           | 50     | 20 | 6  | 4  | 20 | 164:145 | 76     |
| 8.  | SC Bietigheim-Bissingen      | 50     | 21 | 4  | 5  | 20 | 190:183 | 76     |
| 9.  | Heilbronner EC               | 50     | 19 | 4  | 5  | 22 | 160:168 | 70     |
| 10. | EC Wilhelmshaven-Stickhausen | 50     | 19 | 3  | 3  | 25 | 144:154 | 66     |
| 11. | SC Riessersee                | 50     | 18 | 3  | 4  | 25 | 162:180 | 61     |
| 12. | ES Weißwasser                | 50     | 11 | 3  | 7  | 29 | 169:249 | 46     |

Abkürzungen: Sp = Spiele

Erläuterungen:       = Play-offs,       = Saison beendet.

## Play-offs
Alle Play-off-Runden, mit Ausnahme des Spiels um Platz 3, wurden im Modus „Best of Five“ ausgespielt.

### Viertelfinale
Die Spiele fanden am 28. und 31. März und am 2. April 2000 statt.
|                 |   |                         | Serie | 1         | 2         | 3   | 4 | 5 |
| --------------- | - | ----------------------- | ----- | --------- | --------- | --- | - | - |
| Düsseldorfer EG | – | SC Bietigheim-Bissingen | 3:0   | 3:1       | 4:2       | 6:2 | – | – |
| ERC Ingolstadt  | – | Crocodiles Hamburg      | 3:0   | 2:1 n. V. | 4:3 n. P. | 4:1 | – | – |
| EHC Freiburg    | – | Iserlohner EC           | 3:0   | 5:3       | 4:3 n. V. | 8:4 | – | – |
| Tölzer Löwen    | – | EC Bad Nauheim          | 0:3   | 3:4 n. V. | 4:5       | 1:2 | – | – |

### Halbfinale
Die Spiele fanden am 9., 11., 14., 16. und 18. April 2000 statt.
|                 |   |                | Serie | 1   | 2   | 3   | 4         | 5         |
| --------------- | - | -------------- | ----- | --- | --- | --- | --------- | --------- |
| Düsseldorfer EG | – | EC Bad Nauheim | 3:1   | 4:2 | 1:2 | 9:1 | 4:3       | –         |
| ERC Ingolstadt  | – | EHC Freiburg   | 3:2   | 5:2 | 1:5 | 8:4 | 4:5 n. V. | 2:1 n. V. |

### Spiel um Platz 3
Die Spiele fanden am 20. und 22. April 2000 statt.
|                |   |              | Serie | 1   | 2   |
| -------------- | - | ------------ | ----- | --- | --- |
| EC Bad Nauheim | – | EHC Freiburg | 1:1   | 2:3 | 6:3 |

### Finale
Die Spiele fanden am 20., 22., 25., 28. und 30. April 2000 statt.
|                 |   |                | Serie | 1   | 2   | 3   | 4   | 5   |
| --------------- | - | -------------- | ----- | --- | --- | --- | --- | --- |
| Düsseldorfer EG | – | ERC Ingolstadt | 3:2   | 3:6 | 4:2 | 4:1 | 1:3 | 5:1 |